# Sayako Kuroda
Sayako Kuroda (黒田清子 Kuroda Sayako?,  Chiyoda, Tokio; 18 de abril de 1969), antes Sayako, princesa Nori (紀宮清子内親王殿下 Nori-no-miya Sayako Naishinnō?), es la tercera de los tres hijos del emperador Akihito y la emperatriz Michiko de Japón, actualmente emperadores eméritos. Debido a que contrajo matrimonio en 2005 con un plebeyo, perdió su título y abandonó la familia imperial, en virtud de la ley de la casa imperial japonesa.

## Biografía
Dado que la ley sálica prohíbe que cualquier hija de un miembro de la familia imperial japonesa suceda al trono, la princesa Sayako nació sin derechos sucesorios. Graduada en Lengua y Literatura Japonesa en la Universidad de Gakushuin, posteriormente realizó investigaciones en el campo de la ornitología en el Instituto Yamashina de Ornitología, donde trabajaba dos días a la semana. 
Su carrera diplomática como miembro de la Familia Imperial de Japón la ha llevado a realizar múltiples visitas a Europa y América Latina.
Se involucró en el entrenamiento de perros guía y otras actividades de bienestar social.
Durante su fiesta de compromiso, el 2 de diciembre de 2004 la princesa anunció que abandonaría la casa imperial y sus títulos y obligaciones; luego renunció el 15 de noviembre de 2005 a los privilegios de la vida imperial al casarse con el funcionario del gobierno de Tokio y urbanista Yoshiki Kuroda (también amigo desde siempre de su hermano Fumihito).
En abril de 2012, fue nombrada suma-sacerdotisa temporal del Gran Santuario de Ise para ayudar a su tía paterna, Atsuko Ikeda (Princesa Yori). Desde el 19 de junio de 2017 asume definitivamente dicha posición, tras la jubilación de su tía paterna.
Las sacerdotisas realizan rituales sintoístas en nombre del emperador y, en la era de la posguerra, el papel ha sido asumido por las hijas de los emperadores.
Su sobrina Aiko es quien tiene cedida su tiara y resto del conjunto para su uso oficial mientras sea miembro de la familia imperial.

## Títulos y tratamientos
| ● 18 de abril de 1969-15 de noviembre de 2005: | Su alteza imperial la princesa Nori |
| ● 15 de noviembre de 2005-presente:            | Señora Sayako Kuroda                |

## Distinciones honoríficas
Nacionales
- Dama Gran Cordón de la Orden de la Preciosa Corona (18/04/1989).

## Ancestros
|  |                                               |  |  |  |  |  |  |  |  |  |  |  |  |  |  |  |
|  | 8. Emperador Taishō                           |  |  |  |  |  |  |  |  |  |  |  |  |  |  |  |
|  |                                               |  |  |  |  |  |  |  |  |  |  |  |  |  |  |  |
|  |                                               |  |  |  |  |  |  |  |  |  |  |  |  |  |  |  |
|  | 4. Emperador Shōwa                            |  |  |  |  |  |  |  |  |  |  |  |  |  |  |  |
|  |                                               |  |  |  |  |  |  |  |  |  |  |  |  |  |  |  |
|  |                                               |  |  |  |  |  |  |  |  |  |  |  |  |  |  |  |
|  | 9. Princesa Sadako Kujō del Clan Fujiwara     |  |  |  |  |  |  |  |  |  |  |  |  |  |  |  |
|  |                                               |  |  |  |  |  |  |  |  |  |  |  |  |  |  |  |
|  |                                               |  |  |  |  |  |  |  |  |  |  |  |  |  |  |  |
|  | 2. Akihito, Emperador de Japón                |  |  |  |  |  |  |  |  |  |  |  |  |  |  |  |
|  |                                               |  |  |  |  |  |  |  |  |  |  |  |  |  |  |  |
|  |                                               |  |  |  |  |  |  |  |  |  |  |  |  |  |  |  |
|  | 10. Kuniyoshi, II Príncipe Imperial Kuni      |  |  |  |  |  |  |  |  |  |  |  |  |  |  |  |
|  |                                               |  |  |  |  |  |  |  |  |  |  |  |  |  |  |  |
|  |                                               |  |  |  |  |  |  |  |  |  |  |  |  |  |  |  |
|  | 5. Princesa Nagako Kuni                       |  |  |  |  |  |  |  |  |  |  |  |  |  |  |  |
|  |                                               |  |  |  |  |  |  |  |  |  |  |  |  |  |  |  |
|  |                                               |  |  |  |  |  |  |  |  |  |  |  |  |  |  |  |
|  | 11. Princesa Shimazu Chikako del Clan Satsuma |  |  |  |  |  |  |  |  |  |  |  |  |  |  |  |
|  |                                               |  |  |  |  |  |  |  |  |  |  |  |  |  |  |  |
|  |                                               |  |  |  |  |  |  |  |  |  |  |  |  |  |  |  |
|  | 1. Sayako Kuroda                              |  |  |  |  |  |  |  |  |  |  |  |  |  |  |  |
|  |                                               |  |  |  |  |  |  |  |  |  |  |  |  |  |  |  |
|  |                                               |  |  |  |  |  |  |  |  |  |  |  |  |  |  |  |
|  | 12. Teiichirō Shōda                           |  |  |  |  |  |  |  |  |  |  |  |  |  |  |  |
|  |                                               |  |  |  |  |  |  |  |  |  |  |  |  |  |  |  |
|  |                                               |  |  |  |  |  |  |  |  |  |  |  |  |  |  |  |
|  | 6. Hidesaburō Shōda                           |  |  |  |  |  |  |  |  |  |  |  |  |  |  |  |
|  |                                               |  |  |  |  |  |  |  |  |  |  |  |  |  |  |  |
|  |                                               |  |  |  |  |  |  |  |  |  |  |  |  |  |  |  |
|  | 13. Kinu                                      |  |  |  |  |  |  |  |  |  |  |  |  |  |  |  |
|  |                                               |  |  |  |  |  |  |  |  |  |  |  |  |  |  |  |
|  |                                               |  |  |  |  |  |  |  |  |  |  |  |  |  |  |  |
|  | 3. Michiko Shōda                              |  |  |  |  |  |  |  |  |  |  |  |  |  |  |  |
|  |                                               |  |  |  |  |  |  |  |  |  |  |  |  |  |  |  |
|  |                                               |  |  |  |  |  |  |  |  |  |  |  |  |  |  |  |
|  | 14. Tsunatake Soejima                         |  |  |  |  |  |  |  |  |  |  |  |  |  |  |  |
|  |                                               |  |  |  |  |  |  |  |  |  |  |  |  |  |  |  |
|  |                                               |  |  |  |  |  |  |  |  |  |  |  |  |  |  |  |
|  | 7. Fumiko Soejima                             |  |  |  |  |  |  |  |  |  |  |  |  |  |  |  |
|  |                                               |  |  |  |  |  |  |  |  |  |  |  |  |  |  |  |
|  |                                               |  |  |  |  |  |  |  |  |  |  |  |  |  |  |  |
|  | 15. Aya                                       |  |  |  |  |  |  |  |  |  |  |  |  |  |  |  |
|  |                                               |  |  |  |  |  |  |  |  |  |  |  |  |  |  |  |
|  |                                               |  |  |  |  |  |  |  |  |  |  |  |  |  |  |  |